# Cap del Terme (Atzeneta del Maestrat)
El Cap del Terme (també apareix com Cap de Terme) és una partida de la vila d'Atzeneta del Maestrat (comarca de l'Alcalatén, País Valencià). Es troba al sector nord-occidental del terme municipal, a una distància d'uns deu quilòmetres del nucli urbà.
És una zona de masies i població dispersa, com ara els Masos de Pou de la Riba. El 2009 es comptaven 19 habitants.
Entre el seu patrimoni arquitectònic hi destaca l'Ermita del Pilar, construïda el 1951, a la qual hi acudeix el veïnat el 12 d'octubre per celebrar-hi la festivitat. Quant al patrimoni natural, el Cap del Terme és una zona amb nombroses fonts naturals i riquesa paisatgística.